# جون إي. راسيل
جون إي. راسيل (بالإنجليزية: John E. Russell)‏ هو سياسي أمريكي، ولد في 20 يناير 1834 في غرينفيلد في الولايات المتحدة، وتوفي في 28 أكتوبر 1903 في الولايات المتحدة. حزبياً، نشط في الحزب الديمقراطي. وقد انتخب عضو مجلس النواب الأمريكي.